# 西鶴ケ岡
西鶴ケ岡（にしつるがおか）は、埼玉県ふじみ野市の町名および大字。現行行政地名は西鶴ケ岡と西鶴ケ岡一丁目から西鶴ケ丘二丁目、および大字西鶴ケ岡。町丁は住居表示実施済み区域。郵便番号は356-0044。

## 世帯数と人口
2022年（令和4年）8月1日現在の世帯数と人口は以下の通りである。
| 大字・町丁     | 世帯数  | 人口    |
| -------------- | ------- | ------- |
| 西鶴ケ岡       | 151世帯 | 313人   |
| 西鶴ケ岡一丁目 | 0世帯   | 0人     |
| 西鶴ケ岡二丁目 | 739世帯 | 1,695人 |
| 計             | 890世帯 | 2,008人 |

## 小・中学校の学区
市立小・中学校に通う場合、学区（校区）は以下の通りとなる。
| 大字・町丁                 | 番地                                                      | 小学校                   | 中学校                   |
| -------------------------- | --------------------------------------------------------- | ------------------------ | ------------------------ |
| 西鶴ヶ岡（住居表示地区外） | 全域                                                      | ふじみ野市立三角小学校   | ふじみ野市立大井西学校   |
| 一丁目                     | 全域                                                      | ふじみ野市立鶴ヶ丘小学校 | ふじみ野市立大井東中学校 |
| 二丁目                     | 1番〜2番、4番〜7番、8番（1号〜9号,19号〜30号）、9番〜11番 | ふじみ野市立鶴ヶ丘小学校 | ふじみ野市立大井東中学校 |
| 二丁目                     | 3番、8番（10号〜18号）、12番〜20番                        | ふじみ野市立三角小学校   | ふじみ野市立大井西学校   |

## 交通

### 鉄道
地内に鉄道は敷設されていない。

### 道路
- 埼玉県道56号さいたまふじみ野所沢線

## 施設
- ビバモール埼玉大井
- 講談社ふじみ野流通センター
- ふじみ野市あおぞら学校給食センター
- 西鶴ヶ丘公園
- 西鶴ヶ丘第2公園
- ねむの木公園